# Partito per il Socialismo e la Liberazione
Il Partito per il Socialismo e la Liberazione (in inglese Party for Socialism and Liberation, PSL) è un partito politico marxista-leninista statunitense, creato a seguito di una scissione all'interno del WWP (Workers World Party).

## Ideologia
L'obiettivo del partito è quello trasformare gli Stati Uniti da oligarchia a Stato socialista. Nella sfera politica, tutti i rappresentanti eletti dovrebbero essere richiamabili, assicurando la libertà di parola per la classe operaia (tranne nel caso della xenofobia o del liberismo e per impedire il ristabilimento del sistema capitalista) e l'eliminazione dell'influenza corporativa dalla politica. Il programma del partito afferma: "Raggiungere il socialismo pienamente sviluppato, un obiettivo che non è stato ancora raggiunto in nessuno Stato, aprirà la strada alla nascita di una nazione senza classi sociali e senza sfruttamento".
Per quanto riguarda l'economia, il PSL, tra le altre misure, proibirebbe lo sfruttamento del lavoro per i profitti privati, implementerebbe una settimana lavorativa di 30 ore e si pone come obiettivo lo sradicamento della povertà attraverso l'introduzione del reddito di base universale. Il PSL sostiene il diritto all'autodeterminazione a quelle che considera nazioni e popoli oppressi degli Stati Uniti, tra cui "afroamericani, nativi, portoricani e altre minoranze nazionali latine, la nazione hawaiana, asiatica, pacifica, araba e tutti gli altri popoli che sono stati oppressi dal capitalismo ". Garantirebbe l'indipendenza al Porto Rico, Samoa Americane, Guam, Isole Vergini e Isole Marianne, considerate colonie dal partito.
Storicamente, il PSL ha una visione generalmente positiva dell'Unione Sovietica, descrivendo la rivoluzione di ottobre come "l'unico grande evento che ha plasmato la politica globale nel 20º secolo". Il PSL riconosce che la nuova politica economica di Vladimir Lenin ha portato "a una ri-polarizzazione delle classi sociali, specialmente nelle campagne". Il PSL accusa le riforme avviate da Michail Gorbačëv per la caduta dell'Unione Sovietica.
Il PSL sostiene Cuba e ha pianto la morte dell'ex presidente cubano Fidel Castro. Critico dell'attuale governo cinese, il PSL riconosce i contributi della Cina al socialismo e alla lotta antimperialista e considera favorevolmente la rivoluzione cinese. Il PSL sostiene anche la rivoluzione bolivariana in Venezuela.
Il PSL ha espresso solidarietà al Nepal per il rovesciamento della monarchia e l'elezione del 2008 di Pushpa Kamal Dahal.
Nella tradizione leninista, il PSL sostiene il diritto delle nazioni all'autodeterminazione. È stato esplicito nel condannare Israele e il suo ruolo in Medio Oriente. Il PSL ha condotto manifestazioni contro l'invasione israeliana del Libano nel luglio 2006 e sostiene il diritto al ritorno per i palestinesi.
Il PSL coopera con altre organizzazioni negli Stati Uniti nel movimento contro la guerra ed è membro del comitato Act Now to Stop War and End Racism Coalition (A.N.S.W.E.R.). Il PSL sostiene la fine della presenza militare degli Stati Uniti in Iraq, Afghanistan e Siria e la chiusura di tutte le basi militari straniere degli Stati Uniti.

## Risultati elettorali
| Elezione                                     | Voti    | %    | Candidato          |
| -------------------------------------------- | ------- | ---- | ------------------ |
| Elezioni presidenziali statunitensi del 2008 | 6.918   | 0,01 | Gloria La Riva     |
| Elezioni presidenziali statunitensi del 2012 | 9.399   | 0,01 | Peta Lindsay       |
| Elezioni presidenziali statunitensi del 2016 | 74.027  | 0,05 | Gloria La Riva     |
| Elezioni presidenziali statunitensi del 2020 | 86.239  | 0,05 | Gloria La Riva     |
| Elezioni presidenziali statunitensi del 2024 | 171.345 | 0,12 | Claudia De la Cruz |

## Membri famosi
- Eugene Puryear, reporter[6]
- Gloria La Riva, attivista politica
- Jodi Dean, accademico[7]
- Michael Prysner, veterano di guerra